# Howaldtswerke-Deutsche Werft
Howaldtswerke-Deutsche Werft GmbH (často zkracováno jako HDW) je německý výrobce lodí s hlavním sídlem v Kielu. K roku 2009 se jedná o největší německou společnost svého druhu, zaměstnávající přes 2400 zaměstnanců. Od roku 2005 je součástí ThyssenKrupp Marine Systems, který vlastní společnost ThyssenKrupp. Současný název získala společnost v roce 1968 po sloučení s hamburskou společností Deutsche Werke.
Společnost vyrábí jak civilní, tak vojenské lodě a ponorky. Jedná se například o trajekty, fregaty, korvety, aj. Z ponorek například třídy 205, 206, 209, 212A, 214 a Dolphin.

## Vybrané produkty

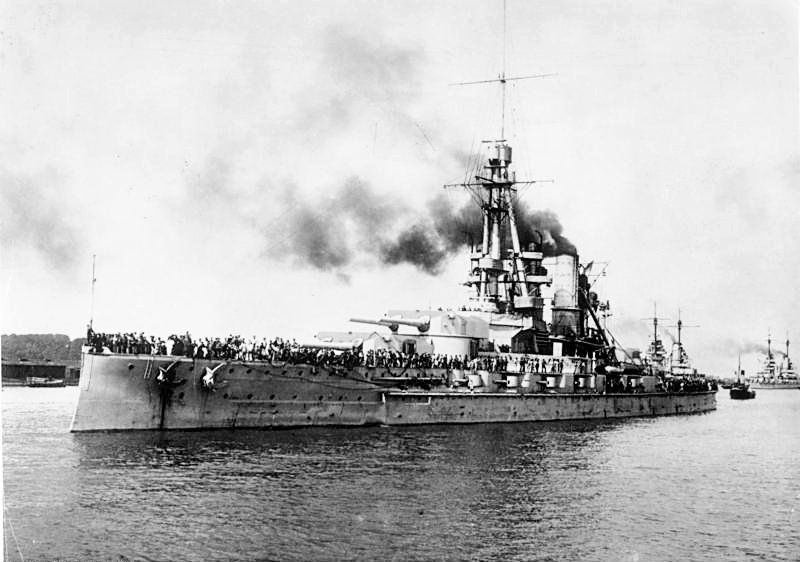
Bitevní loď SMS Bayern

### Bitevní lodě
- Třída Bayern
  - SMS Bayern

- Třída Kaiser
  - SMS Kaiserin

- Třída Helgoland
  - SMS Helgoland

### Lehké křižníky
- Třída Königsberg
  - SMS Nürnberg

- Třída Karlsruhe
  - SMS Rostock

### Torpédoborce
- Třída H 145 (3 ks)
- Třída H 166 (4 ks, nedostavěny)
- Třída H 186 (16 ks, nedostavěny)

### Fregaty

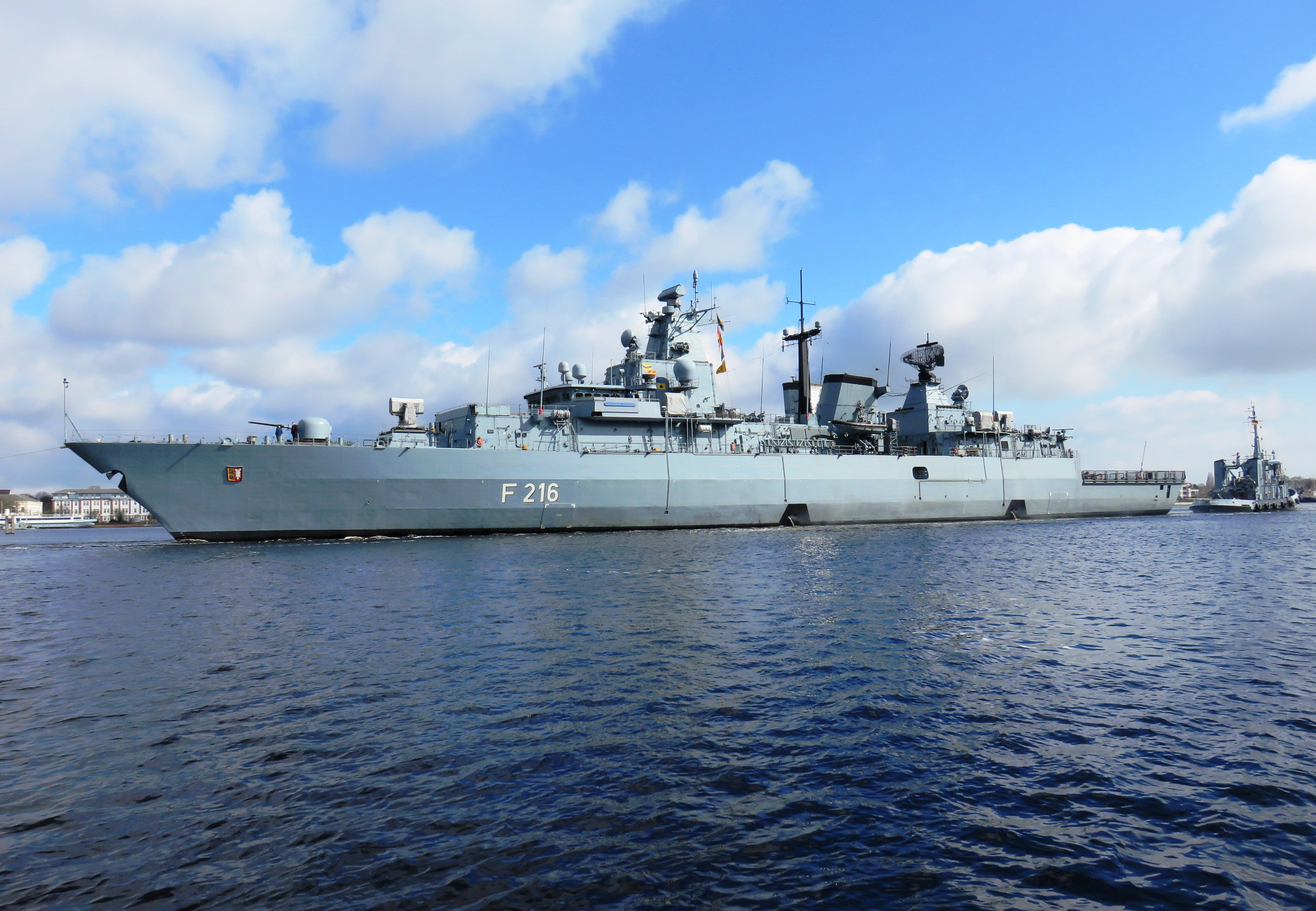
Fregata Schleswig-Holstein (F216)

- Třída Brandenburg (F123)
  - Schleswig-Holstein (F216)

- Třída Sachsen (F124)
  - Hamburg (F-220)

- Třída Valour
  - Isandlwana (F146)
  - Mendi (F148)

- Třída Vasco da Gama (2 ks)
- Třída Yavuz
  - Turgutreis (F-241)

- Třída Kasturi (2 ks)
- Třída Almirante Padilla (4 ks)

- Třída Al-Aziz
  - Al-Aziz (904)
  - Al-Qahhar (905)
  - Al-Qadeer (909)

### Korvety
- Třída Kedah
  - Pahang (F172)

### Ponorky

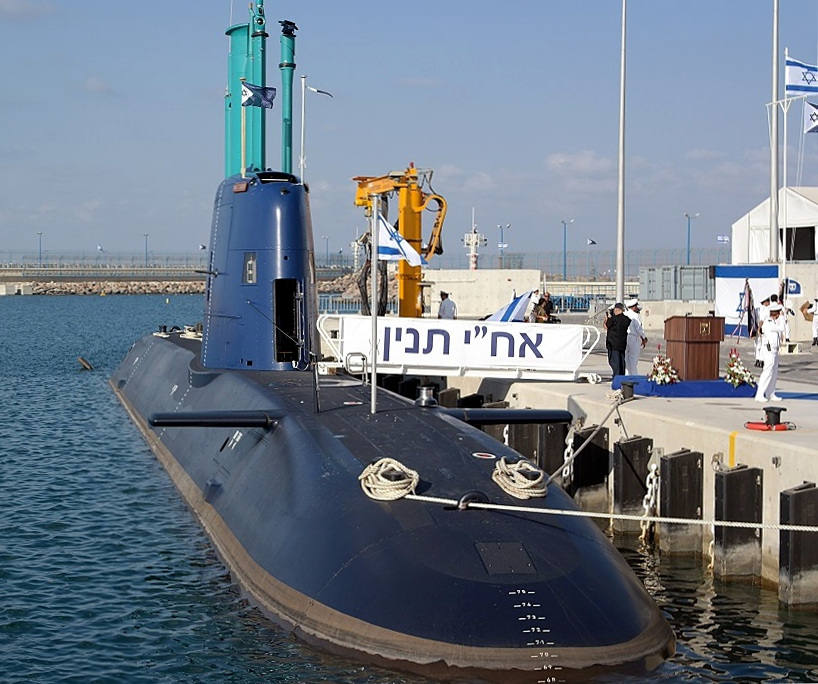
Izraelská ponorka INS Tanin

- Třída Invincible (4 ks)
- Třída Dolphin (3 ks)
- Typ 214 (3 ks)
- Typ 212
- Typ 209 (33 ks)
- Typ 206 (8 ks)
- Typ 205
- Typ 201 (3 ks)
- Typ VII (65 ks)
- SM U 1

### Civilní lodě

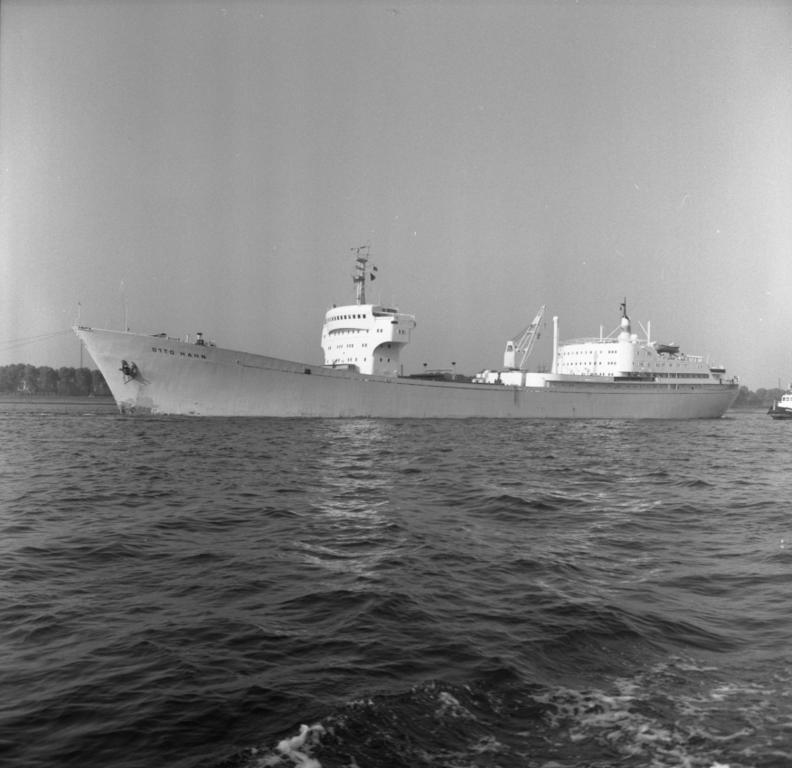
Otto Hahn

- Otto Hahn – nákladní loď s jaderným pohonem
- Christina O – superjachta Aristotela Onassise vzniklá přestavbou fregaty třídy River
- RV Polarstern – výzkumný ledoborec
- MS Deutschland – výletní loď